# Barranco Hondo (El Rosario)
Barranco Hondo es una entidad de población del municipio de El Rosario, en la isla de Tenerife —Canarias, España—.

## Toponimia
Toma su nombre del accidente geográfico que lo cruza, y que tiene su nacimiento a 1.478 m s. n. m. en la Cordillera Dorsal, desembocando en el mar tras recorrer cerca de 10 kilómetros.

## Características
Se encuentra situado al sur del centro municipal, a unos 12 kilómetros de distancia y a una altitud media de 232 m s. n. m.
Está formado por los núcleos diferenciados de El Varadero y La Estancia en la costa, así como por viviendas dispersas en las proximidades de Barranco Hondo de Candelaria.
Aquí se encuentran las pequeñas playas de El Varadero, Barranco Hondo y Cueva Grande.

## Demografía
| Año        | 2000 | 2001 | 2002 | 2003 | 2004 | 2005 | 2006 | 2007 | 2008 | 2009 | 2010 | 2011 | 2012 | 2013 | 2014 |
| ---------- | ---- | ---- | ---- | ---- | ---- | ---- | ---- | ---- | ---- | ---- | ---- | ---- | ---- | ---- | ---- |
| Habitantes | 140  | 173  | 169  | 174  | 159  | 162  | 166  | 184  | 185  | 188  | 180  | 170  | 159  | 173  | 189  |

## Fiestas
Se celebran fiestas en el núcleo de El Varadero en honor a la Virgen del Carmen en el mes de julio.

## Comunicaciones
Se accede a través de la Carretera General TF-28 y de la Autopista del Sur TF-1.

### Transporte público
En autobús —guagua— queda conectada mediante la siguiente línea de TITSA: 
| Línea | Trayecto                                        | Recorrido |
| ----- | ----------------------------------------------- | --------- |
| 127   | Taco - Güímar (por Barranco Hondo y Candelaria) | Recorrido |